# 강선역
강선역(降仙驛, Kangson Station)은 조선민주주의인민공화국 남포시 천리마구역(千里馬區域) 역전동에 위치한 기차역이다.

## 역사
이 지역은 원래부터 강선(Kangson)으로 불렸고 해방 당시에는 평안남도 강서군 초리면(草里面) 강선리였다.

## 핵무기 공장
2018년 6월 30일, 워싱턴포스트는 북한이 핵탄두 및 관련 장비시설 은폐를 추구하고 있다는 내용의 미국 국방정보국(DIA) 보고서를 보도했다. 영변 핵시설의 우라늄 농축 공장의 원심분리기 4,000개 보다 많은 12,000개의 원심분리기가 강선에 위치해 있다고 한다.
DIA 보고서에 따르면, 북한은 이미 2002~2003년 P2 타입 원심분리기 8,000개~12,000개를 만들기에 충분한 관련 부품을 조달했다. 그런데 올브라이트 ISIS 소장은 2010년에 영변 핵시설의 우라늄 농축 공장을 방문하여, 막 건설이 완료된 1,000개의 원심분리기를 목격했다. 따라서 미국은 2000년대 중반에 강선에 12,000개의 원심분리기를 설치했을 것으로 추측하고 있다.
파키스탄이 개발한 2세대 원심분리기라는 의미에서 P2라고 부르며, 2,000개의 P2 형식의 원심분리기를 가동하면 농축률이 90%인 HEU를 연간 40kg까지 생산할 수 있다. DIA는 강선 12000개, 영변 4000개로 추정하고 있으므로, 북한은 매년 농축률이 90%인 HEU를 320 kg 생산할 수 있다.
북한은 가장 최근인 2013년 8월, 영변 핵시설의 우라늄 농축 공장을 기존의 2,000개 규모에서 4,000개 원심분리기를 수용할 수 있는 면적으로 확장공사를 완료, 2014년 4월에 원심분리기를 설치한 것으로 정찰위성에 관측되었다. 따라서, 2014년 5월부터는 모두 16,000개의 원심분리기가 가동을 시작했다고 추정할 수 있다.
보도된 DIA 보고서는 2018년 현재 북한의 HEU 핵폭탄을 최대 44발로 추정했다. 그러나, NRDC의 토머스 코크란 박사는 1994년에 핵무기 개발 수준을 상중하의 3등급으로 나누었다. 언론에서는 북한이 수소폭탄 완성 이전에 중급으로 평가했다. 따라서 수소폭탄이 완성된 이후에는 상급으로 평가할 수 있다. 코크란 박사는 상급 수준일 경우 HEU 5 kg으로 20 kt 핵폭탄 1개를 제조할 수 있다고 본다. 그리고 보통 무기화를 할 경우 핵물질의 30%가 손실된다고 본다. 따라서 북한이 16,000개의 원심분리기를 1년 동안 가동할 경우 농축률이 90%인 HEU를 320 kg 생산하며, 손실율 30%를 감안한다면, 20 kt 핵폭탄 44발을 생산할 수 있다. DIA는 HEU 핵폭탄 전체량이 44발이라지만, 이러한 계산을 해보면 매년 HEU 핵폭탄 44발 생산이 가능하다는 계산이 나온다. 보통 핵폭탄 1발이라고 할 때는 20 kt 핵폭탄을 말한다.
2005년 강선 12000개, 2010년 영변 2000개, 2014년 영변 2000개를 설치했다는 뉴스를, 그대로 계산해 보면, 2018년 현재 3,200 kg의 HEU를 생산했을 수 있다. DIA 보고서는 2018년 현재 북한이 보유한 HEU 총량이 최대 1,000 kg이라고 추정했다. 3,200 kg의 HEU에 손실율 30%를 감안하면, 20 kt HEU 핵폭탄 504발이라는 계산이 나온다.
미국은 파키스탄 등에서 수집한 정보를 토대로, 북한의 원심분리기가 P2형이라고 추정하지만, 2002년부터 북한은 파키스탄이 아니라 독자개발이며, 롯카쇼무라를 참고했다고 주장한다. 롯카쇼무라 원심분리기는 P2형 보다 서너배 속도가 빠르며, 최근에는 다시 5배 속도를 높이는 신형 원심분리기로 교체했다. 북한이 일본 기술자를 통해 최신형 원심분리기 기술을 획득했다면, P2형 보다 10여배 고속일 수도 있다.
북한의 비밀 우라늄 농축시설로 알려진 강선단지의 위치는 평양 외곽의 천리마구역이라고 미국 외교안보 전문지 디플로맷이 보도했다. 미국 정부도 확인했다. 이곳은 영변 핵시설보다 더 이른 2000년대 초반부터 건설되기 시작한 것으로 알려졌다. 강선역이 평양 외곽의 천리마구역에 있다. 예전에는 강성읍이라고 불렀는데, 요즘은 천리마군이라고 부른다.

## 같이 보기
- 롯카쇼무라 우라늄 농축공장